# 斯通納63武器系統
Stoner 63或M63是由當時在卡迪拉克·盖奇公司工作尤金·斯通纳設計、詹姆斯·沙利文（L. James Sullivan）以发射7.62×51mm NATO枪弹的Stoner 62縮小口径改造而成发射5.56×45mm NATO枪弹的模組化系列武器系統，由卡迪拉克·盖奇公司在1963年起生產，在越南戰爭中是美國海軍海豹部隊使用的武器之一，包括著名的Mk 23 Mod 0輕機槍。

## 設計及歷史
1960年尤金·斯通納在阿玛莱特公司（斯通納在阿玛莱特设计了AR-10）改组时离开，后致力研究“模块化枪械”的概念，此概念被卡迪拉克·盖奇公司看中，并提供给位于加州的研发机构。1962年由尤金·斯通納設計发射7.62×51mm NATO枪弹的斯通纳62（Stoner 62）武器系统推出，包括步枪、突击步枪，轻机枪。此时美军已开始采纳小口径的5.56×45毫米枪弹，发射5.56×45毫米枪弹的斯通纳63（Stoner 63）武器系統在1963年推出，一直生產至1971年停产为止。

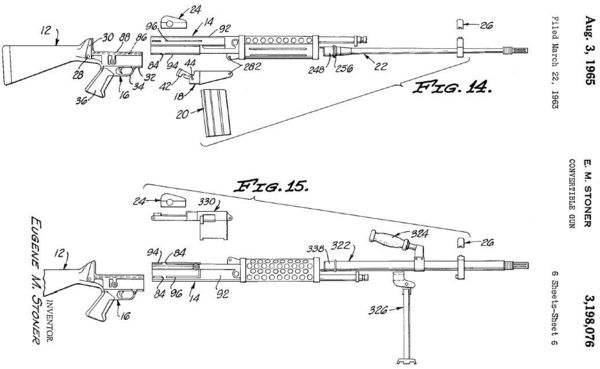
Stoner 63的專利圖，說明其模組化設計

Stoner 63有多種型號，衍生型包括卡賓槍、突擊步槍及可以彈鏈從左或右供彈的輕機槍，有15種部件可換，當中小部份可通用，枪身机匣通用是“模块化”设计构想的体现，氣動系統可根據其武器型號來改變設定位置。采用活塞长行程式导气方式，枪机回转式闭锁，在机枪的导气箍有气体调节器。Stoner 63的槍管可快速更換，亦可在短時間內轉換至不同型號，具有良好的可靠性和通用性，尤其是在潮濕悶熱的越南叢林仍可有效地運作，在海豹部隊的使用下更成為高效能作戰武器。
Stoner 63的特製刺刀名為KCB70，由德國Eickhorn-Solingen製造，設計靈感來自AK-47的刺刀，具有7寸長鋸齒刀身和鋼絲剪，比美軍的M7刺刀更為高級，KCB70後來改進成KCB77並成為多種突擊步槍的專用刺刀。
1963年，尤金·斯通納把Stoner 63送至美國海軍陸戰隊作武器評估，海軍陸戰隊試驗了六個月後提供了一些建議以改進設計，包括改用不鏽鋼導氣管、兩段式射擊模式選擇鈕、獨立式安全制、拋殼口防塵蓋和改進彈鏈供彈系統，改良後的版本名為斯通纳63A（Stoner 63A）並於1966年投產。

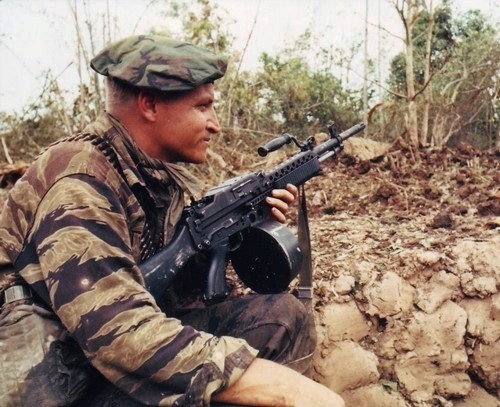
美国海豹突击队在越南使用的斯通纳63A轻机枪

直至1967年，Stoner 63A被海軍陸戰隊第1師第1團第3營L連（Lima Company）作實戰測試，當中步槍手採用步槍型，軍官和某些士兵採用卡賓槍型，機槍手採用自動步槍型，而L連則同時採用輕機槍型及中型機槍型作試驗。而美国海军也决定为“海豹”突击队配备斯通纳63。1970年，美國陸軍將突擊型命名為XM207並裝備部份美國陸軍特種部隊作試驗，但因其設計複雜且維修較難（相對於M16），美軍在1971年終止了測試，但美國海軍的船隻上仍然可見，美國海軍把這批Stoner 63/63A突擊型轻机枪命名為Mk 23 Mod 0。直至1980年代Stoner 63系列被M249班用机枪全面取代。至1971年停产为止，當時共生產了約4000支Stoner 63和Stoner 63A，除役的斯通纳63武器系统大部份被消毀。因现存的斯通纳63武器系统数量很少，在民用市场上受到收藏家的欢迎。
罗宾逊军备公司（Robinson Armament）後來亦以Stoner 63為基礎開發出半自動的Robinson M96。KAC（Knight's Armament Company）也以Stoner 63的設計開發出斯通納輕機槍（Stoner LMG），Stoner 63機槍型所使用的5.56×45 NATO可散式彈鏈在改進後成為了M27彈鏈，亦即是現代美軍和北約國家通用的輕機槍彈鏈。

## 衍生型

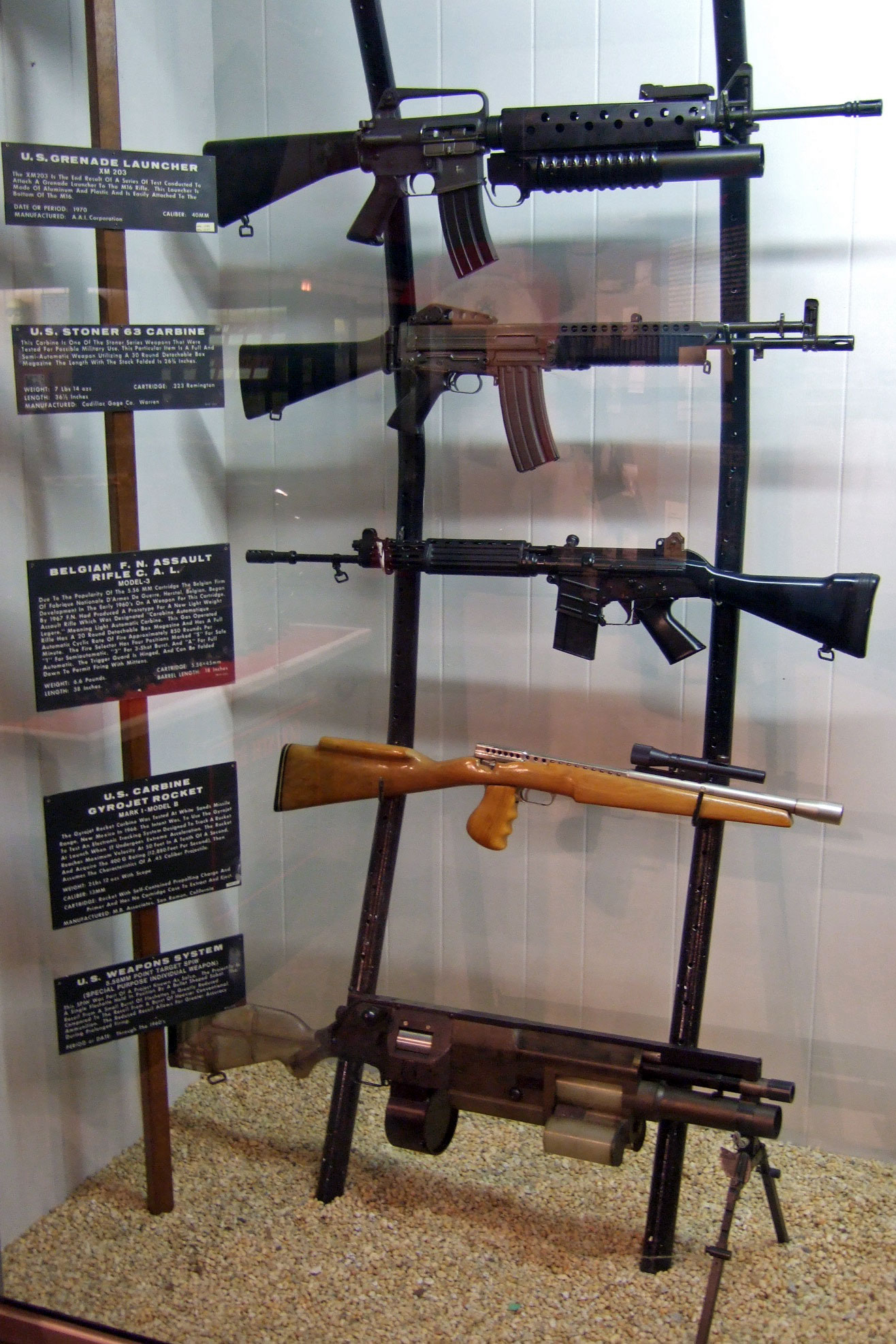
圖片中第二把為Stoner 63卡賓槍

Stoner 63/63A步槍
標準突擊步槍型，採用30發彈匣供彈，機匣右邊拋殼，拉機柄及導氣管位於槍管頂部，回转閉鎖式槍機設計，A型配有可摺疊式兩腳架。美國海軍陸戰隊在1967年曾經試用。美国陆军曾命名为XM22(63)/XM22E1(63A)进行测试，最终没有采用。
Stoner 63/63A卡賓槍
卡賓槍型類似步槍型，但改用短槍管及摺疊槍托，海軍陸戰隊在1967年曾經試用。美国陆军曾命名为XM207进行测试，最终没有采用。
Stoner 63/63A自動步槍
自動步槍型採用閉鎖式槍機設計，配30發彈匣，機匣頂部供彈，準星和照門因要避開位于机匣顶部的彈匣改為靠左，只能全自动射击沒有半自動模式，海軍陸戰隊在1967年曾經試用。

Stoner 63/63A班用機槍
輕機槍型採用开膛待机式設計，配100發彈鏈（日後發展為M27彈鏈）及塑料彈箱，機匣右邊供彈，左邊拋殼，可快速更換式槍管，導氣管位於槍管下方（与步枪型相反），海軍陸戰隊在1967年曾經試用。
Stoner 63/63A通用機槍
中型機槍型比輕機槍型更大型，但內部設計與輕機槍相同，配有接合器以安將在M2/M122三腳架，海軍陸戰隊在1967年曾經試用。
Stoner 63/63A固定式同軸機槍
內部設計與輕機槍相同，移除前後照門、護木、握把，扳機改由24伏特電動開關搖控，原為凱迪拉克Commando裝甲運兵車設計，但從來沒有正式裝備。
Stoner 63/63A突擊步槍
突擊型衍生自輕機槍型，配100發彈鼓下掛於機匣底部，機匣右邊供彈，拉機柄內置於護木底部，為了減輕重量取消了可換式槍管，越戰時期曾被海豹部隊採用。
Stoner 63救生步槍
救生步槍型在1964年完成設計，開發目的是為飛行員及機組人員提供一種救生自衛武器（類似柯爾特M608），救生步槍型內部類似步槍型，但在尺寸作了修改以符合美國空軍要求，包括切短的握把、移除護木、改用短槍管、頂置式拉機柄，救生步槍型只制造過一把，沒有推出過63A的改良版本，而這把救生步槍至今仍然倖存。

## 美軍命名
除救生步槍型外，大部份獲美軍試用的Stoner 63衍生型皆有其命名，見下表：
| 美國陸軍命名 | 美國海軍命名 | 型號                 |
| ------------ | ------------ | -------------------- |
| XM22         | 沒有         | Stoner 63，步槍型    |
| XM22E1       | 沒有         | Stoner 63A，步槍型   |
| XM23         | 沒有         | Stoner 63，卡賓槍型  |
| XM23E1       | 沒有         | Stoner 63A，卡賓槍型 |
| XM207        | 沒有         | Stoner 63，輕機槍型  |
| XM207E1      | 沒有         | Stoner 63A，輕機槍型 |
| 沒有         | Mk 23 Mod 0  | Stoner 63A，突擊型   |

## 使用國
- 美国

## 外部連結
- Modern Firearms （页面存档备份，存于）
- Mongo's Stoner 63A頁面 （页面存档备份，存于）
- Robinson Arms頁面-M96步槍